# تیم ملی فوتبال یونان

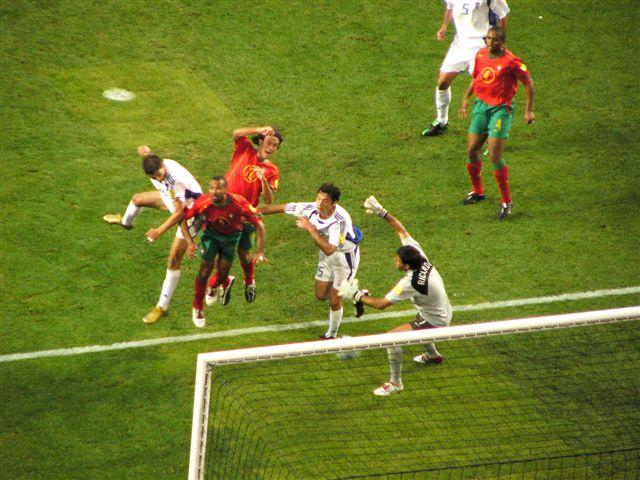
صحنه گل قهرمانی یونان به پرتغال در یورو ۲۰۰۴

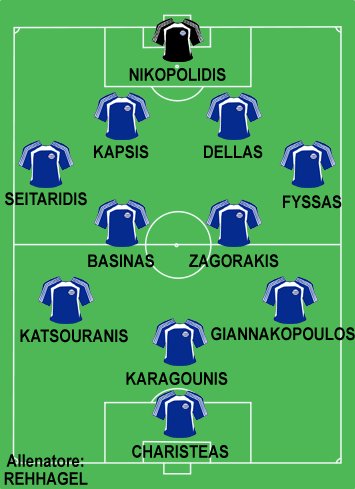
ترکیب تیم ملی یونان در یورو ۲۰۰۴

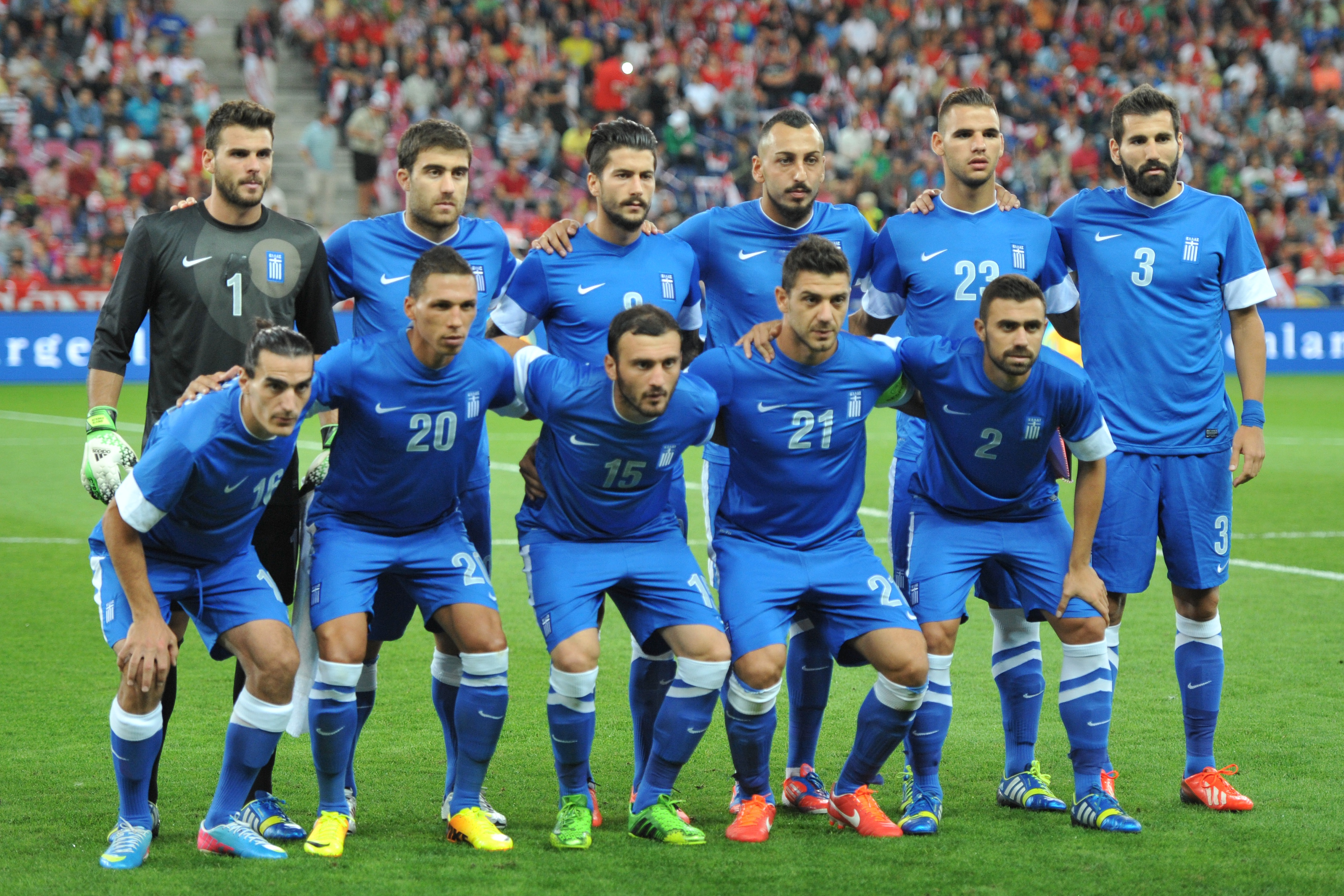
تیم ملی فوتبال یونان - ۲۰۱۳

تیم ملی فوتبال یونان یک تیم فوتبال بین‌المللی است که به نمایندگی از کشور یونان به میدان می‌رود. این تیم زیر نظر فدراسیون فوتبال یونان فعالیت می‌کند.
این تیم در جام ملت‌های اروپا ۲۰۰۴ توانست اولین و تنها قهرمانی‌اش در این مسابقات را بدست آورد و شگفتی‌ساز شود.
تیم یونان تاکنون سه بار در جام جهانی فوتبال، چهار بار در جام ملت‌های اروپا و یک بار در جام کنفدراسیون‌ها حضور داشته است.
تیم ملی فوتبال یونان در جام جهانی فوتبال ۲۰۱۴ موفق شد برای اولین بار از مرحلهٔ گروهی صعود کند و به مرحلهٔ یک هشتم نهایی برسد، اما در این مرحله مقابل کاستاریکا در ضربات پنالتی حذف شد و از رسیدن به مرحلهٔ یک چهارم نهایی بازماند.

## عملکرد
جام جهانی
| عملکرد در جام جهانی فوتبال | عملکرد در جام جهانی فوتبال | عملکرد در جام جهانی فوتبال | عملکرد در جام جهانی فوتبال | عملکرد در جام جهانی فوتبال | عملکرد در جام جهانی فوتبال | عملکرد در جام جهانی فوتبال | عملکرد در جام جهانی فوتبال | عملکرد در جام جهانی فوتبال |
| سال                        | مرحله                      | رتبه                       | بازی                       | برد                        | مساوی                      | باخت                       | گل‌زده                      | گل‌خورده                    |
| -------------------------- | -------------------------- | -------------------------- | -------------------------- | -------------------------- | -------------------------- | -------------------------- | -------------------------- | -------------------------- |
| ۱۹۹۴                       | مرحله گروهی                | ۲۴/۲۴                      | ۳                          | ۰                          | ۰                          | ۳                          | ۰                          | ۱۰                         |
| ۲۰۱۰                       | مرحله گروهی                | ۲۵/۳۲                      | ۳                          | ۱                          | ۰                          | ۲                          | ۲                          | ۵                          |
| ۲۰۱۴                       | یک هشتم نهایی              | ۱۳/۳۲                      | ۴                          | ۱                          | ۲                          | ۱                          | ۳                          | ۵                          |
| مجموع                      | ۳/۲۱                       | –                          | ۱۰                         | ۲                          | ۲                          | ۶                          | ۵                          | ۲۰                         |

جام ملت‌های اروپا
| عملکرد در جام ملت‌های اروپا | عملکرد در جام ملت‌های اروپا | عملکرد در جام ملت‌های اروپا | عملکرد در جام ملت‌های اروپا | عملکرد در جام ملت‌های اروپا | عملکرد در جام ملت‌های اروپا | عملکرد در جام ملت‌های اروپا | عملکرد در جام ملت‌های اروپا | عملکرد در جام ملت‌های اروپا |
| سال                        | مرحله                      | رتبه                       | بازی                       | برد                        | مساوی                      | باخت                       | گل‌زده                      | گل‌خورده                    |
| -------------------------- | -------------------------- | -------------------------- | -------------------------- | -------------------------- | -------------------------- | -------------------------- | -------------------------- | -------------------------- |
| ۱۹۸۰                       | مرحله گروهی                | ۸/۸                        | ۳                          | ۰                          | ۱                          | ۲                          | ۱                          | ۴                          |
| ۲۰۰۴                       | قهرمان                     | ۱/۱۶                       | ۶                          | ۴                          | ۱                          | ۱                          | ۷                          | ۴                          |
| ۲۰۰۸                       | مرحله گروهی                | ۱۶/۱۶                      | ۳                          | ۰                          | ۰                          | ۳                          | ۱                          | ۵                          |
| ۲۰۱۲                       | یک‌چهارم نهایی              | ۷/۱۶                       | ۴                          | ۱                          | ۱                          | ۲                          | ۵                          | ۷                          |
| مجموع                      | ۴/۱۵                       | –                          | ۱۶                         | ۵                          | ۳                          | ۸                          | ۱۴                         | ۲۰                         |

جام کنفدراسیون‌ها
| عملکرد در جام کنفدراسیون‌ها | عملکرد در جام کنفدراسیون‌ها | عملکرد در جام کنفدراسیون‌ها | عملکرد در جام کنفدراسیون‌ها | عملکرد در جام کنفدراسیون‌ها | عملکرد در جام کنفدراسیون‌ها | عملکرد در جام کنفدراسیون‌ها | عملکرد در جام کنفدراسیون‌ها | عملکرد در جام کنفدراسیون‌ها |
| سال                        | مرحله                      | رتبه                       | بازی                       | برد                        | مساوی                      | باخت                       | گل‌زده                      | گل‌خورده                    |
| -------------------------- | -------------------------- | -------------------------- | -------------------------- | -------------------------- | -------------------------- | -------------------------- | -------------------------- | -------------------------- |
| ۲۰۰۵                       | مرحله گروهی                | ۷/۸                        | ۳                          | ۰                          | ۱                          | ۲                          | ۰                          | ۴                          |
| مجموع                      | ۱/۱۰                       | –                          | ۳                          | ۰                          | ۱                          | ۲                          | ۰                          | ۴                          |

## مربیان برجسته
- اتو ریهاگل (۲۰۱۰–۲۰۰۱)

## افتخارات
جام ملت‌های اروپا
قهرمان (۱): ۲۰۰۴